# Hitoshi Fugo
Hitoshi Fugo (普後 均, Fugo Hitoshi, né en 1947 au Japon), est un photographe japonais, lauréat de l'édition 2010 du prix Ina-Nobuo.